# Kazuko Yamashita
 (août 2023).
Kazuko Yamashita (山下カズ子, Yamashita Kazuko) est une joueuse professionnelle japonaise de shogi née le 8 décembre 1946 à Nakanoto.
Elle a remporté quatre titres de Meijin féminin consécutifs de 1977 à 1980.

## Biographie et carrière
Kazuko Yamashita occupait un emploi dans un bureau quant elle décida de devenir joueuse professionnelle en 1972. Elle fut une des première joueuses à obtenir le   grade de 1er dan en 1974. Elle reçut le grade de quatrième dan en 1980 et le grade de cinquième dan féminin en 1988. En 2007, elle participa au lancement de la Japan Women's Professional Shogi Association (LPSA). Elle a pris sa retraite de joueuse professionnelle active en 2012.

## Palmarès
| Titre               | Victoires   | Finales perdues |
| ------------------- | ----------- | --------------- |
| Meijin féminin (ja) | 1977 – 1980 | 1981            |
| Ōshō féminin (ja)   |             | 1978            |